# سرایدار کلیسا
وِرجر (یا ویجر، که نام آن از چوب دستی مورد استفاده در این شغل گرفته شده) در انگلیسی بریتانیایی به عنوان واندزمن شناخته می‌شود، هرچند که این اصطلاح قدیمی است. شخصی معمولاً غیر روحانی است و در تنظیم و ساماندهی خدمات مذهبی، به ویژه در کلیساهای انگلیکن، کمک می‌کند. 

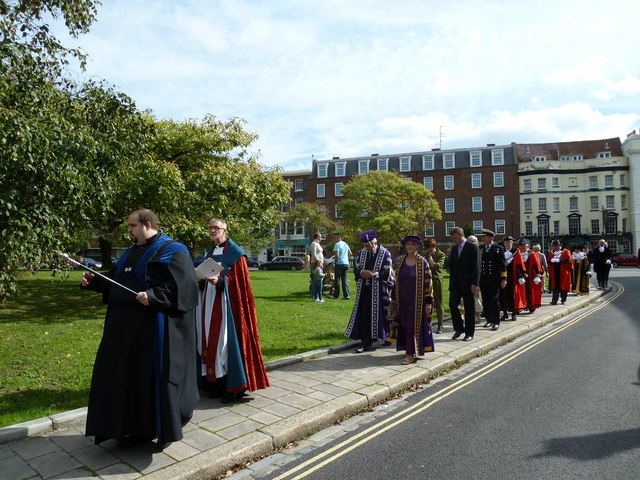
سرایدار کلیسا

## ریشه‌شناسی
عنوان "ورجر" از چوب دستی تشریفاتی که آنها سنتاً حمل می‌کردند، گرفته شده است که به آن "ویرج" می‌گویند (به لاتین "virga" به معنای "شاخه، چوب، میله"). عصاهای دولتی مورد استفاده در مجلس اعیان و مجلس عوام پارلمان بریتانیا نمونه‌هایی از استفاده مدرن از "ویرج" قرون وسطایی هستند. در زمان‌های گذشته، یک ورجر ممکن بود از "ویرج" خود برای دور نگه داشتن حیوانات یا جمعیت بیش از حد مشتاق از شخصیتی که همراهی می‌کرد، یا حتی برای نظم دادن به خوانندگان سرکش، استفاده کند. 

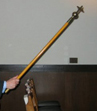
چوب دستی تشریفاتی

تاریخچه دفتر ورجر ریشه در روزهای اولیه تاریخ کلیسای انگلستان دارد. این مقام شباهت‌هایی با مقام‌های کوچک‌تری مانند دربان و خادم دارد. تاریخی، ورجرها مسئول نظم و نگهداری خانه‌های عبادت بودند، از جمله مراقبت از ساختمان‌های کلیسا، وسایل آن و آثار مقدس، آماده‌سازی برای مراسم مذهبی، رفتار افراد غیرروحانی و مسئولیت‌های حفاری قبر است. با اینکه هیچ بررسی تاریخی قطعی در مورد دفتر ورجر وجود ندارد، شواهد از کلیساهای روچستر، لینکلن، اکستر و سالزبری نشان می‌دهد که ورجرها حتی در قرن شانزدهم وجود داشته‌اند. "کاستر" کلمه هلندی برای "نگهبان" یا "ورجر" (کلمه معادل آلمانی "کیوستر") است که از لاتین "custos" به معنای "نگهبان" گرفته شده است. نماد صنف ورجرهای کلیسا، کلیدهای متقاطع است.

## وظایف
در طول مراسم، وظیفه اصلی یک ورجر این است که به صورت تشریفاتی در پیشاپیش شرکت‌کنندگان مذهبی حرکت کند؛ آنها معمولاً در خود مراسم نقشی گفتاری ندارند. می‌توان گفت که افتخار اصلی یک ورجر در طول مراسم در ناپیدایی آنها است؛ ورجرها اغلب نقش بسیار مهمی در «پشت صحنه» دارند، کمک به برنامه‌ریزی جزئیات لجستیکی مراسم و هدایت مخفیانه روحانیون از طریق آن (در برخی کلیساها این وظایف توسط یک «استاد مراسم» انجام می‌شود، در حالی که ورجر به عنوان یک نوع مأمور در مراسم عمل می‌کند).

## لباس‌ها
لباس‌های معمولی یک ورجر شامل یک ردای سیاه است که بر روی یک کاساک سیاه پوشیده می‌شود. این ردا کمی شبیه به ردای آکادمیک است. معمولاً ردای ورجر نشان‌های کلیسا را بر روی یک یا هر دو آستین داشته باشد. این ردا می‌تواند با مخمل تزئین شود که ممکن است به رنگ دیگری باشد (رنگی که به‌طور برجسته با کلیسا مرتبط است). به‌طور رسمی، ممکن است یک یقه‌بند در گردن پوشیده شود. در حالت غیررسمی، یک ورجر ممکن است ردایی بدون کاساک زیر آن یا برعکس، کاساک بدون ردا بپوشد. در محیط‌های مدرن‌تر، یک ورجر ممکن است به جای ردا، یک اسکارپولار بپوشد. اگر یک ورجر نیز در حین عبادت الهی در محراب خدمت کند، معمولاً ردا با یک «سورپلیس» جایگزین می‌شود.

## نقش مدرن
برخی ورجرها نقش خود را به عنوان یکی از خوشامدگویی یا مهمانداری می‌بینند، شامل وظایفی مانند ترتیب دادن مراسم ازدواج و تشییع جنازه یا ملاقات با بازدیدکنندگان مهم مانند اسقف‌ها. ورجرهای کلیسای وست‌مینستر، به عنوان مثال، همچنین به راهنمایی تورهای گردشگری می‌پردازند. در کلیساهای کوچک، دفتر ورجر اغلب با آن از ناظر کلیسا که مسئول نگهداری ساختمان‌ها و زمین‌های کلیسا است، ترکیب می‌شود. در برخی سازمان‌ها، وظایف ناظر کلیسا و ورجر توسط یک نفر انجام می‌شود. به همین ترتیب، بسیاری از کلیساها نه ورجر و نه ناظر کلیسا ندارند و این وظایف به عهده سرپرستان کلیسا می‌افتد. در مباحثات قرن بیستم در کلیسای انگلستان در استرالیا، برخی روحانیون استدلال کردند که زنان باید اجازه داشته باشند به عنوان سرپرستان کلیسا خدمت کنند زیرا تجربه آنها در خانه‌داری باعث می‌شود که بر کار ورجرها نظارت کنند، که نشان‌دهنده این است که بسیاری از ورجرها کارهای نگهداری انجام می‌دادند.
کلیسای کاتولیک دفتر ورجر در سنت کاتولیک تا حد زیادی ناپدید شده است و نزدیک‌ترین وظیفه به آن، وظیفه نگهبان یا سرپرست ارشد یا سرپرست اصلی است، به ویژه در آن کلیساهایی (معمولاً مؤسسات بزرگ، مانند کلیسای جامع سنت پاتریک در نیویورک یا بازلیکا مرقد ملی معصوم در واشینگتن دی سی) که دارای یک گروه منظم و سازمان‌یافته از سرپرستان هستند.

## ارجاعات فرهنگی
شاید شناخته‌شده‌ترین تصویر یک ورجر انگلیکن در ادبیات داستانی در داستان کوتاه «ورجر» نوشته سامرست موام باشد. در فرهنگ عامه بریتانیا، سریال کمدی بی‌بی‌سی «ارتش بابا» یک کاریکاتور ناتوان از یک ورجر به نام موریس ییتمن، بازیگر ادوارد سینکلر، را به تصویر کشیده است. سریال کمدی «کشیش دیبلی» که شخصیت اصلی آن یکی از اولین کشیش‌های زن کلیسای انگلستان است، نیز یک ورجر زن به نام آلیس تینکر که ساده‌لوح ولی با نیت خوب بود، را به تصویر کشیده است.